# Geordie Shore (17.ª temporada)

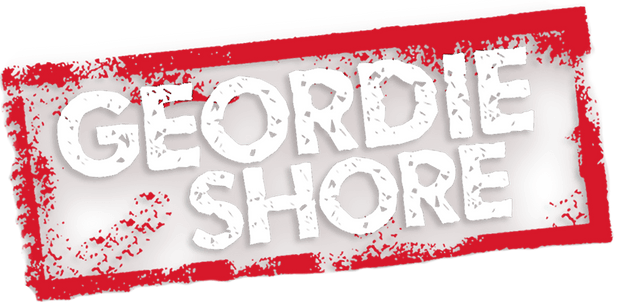
Geordie shore logo

A décima sétima temporada de Geordie Shore, um programa de televisão britânico com sede em Newcastle upon Tyne, foi filmada em fevereiro de 2018, sendo exibida de 15 de maio a 31 de julho de 2018. A temporada foi filmada na Austrália e não em Newcastle, fazendo desta a segunda temporada a ser filmada na Austrália depois da sexta temporada em 2013. Antes da temporada foi anunciado que o ex-membro do elenco Holly Hagan estaria fazendo seu retorno ao show. Também foi confirmado que cinco novos membros do elenco se juntaram à temporada, incluindo Grant Molloy, Adam Guthrie e quatro australianos, Alex MacPherson, Nick Murdoch, Dee Nguyen e Chrysten Zenoni. Zenoni já havia aparecido na quinta temporada de Ex on the Beach. Os novos membros do elenco foram escolhidos para substituir Aaron Chalmers e Marnie Simpson, que anunciaram que deixariam o show, e Steph Snowdon que foi demitida após a décima sexta temporada.

## Elenco
- Chloe Ferry
- Sam Gowland
- Adam Guthrie
- Holly Hagan
- Nathan Henry
- Abbie Holborn
- Sophie Kasaei
- Alex MacPherson
- Grant Molloy
- Nick Murdoch
- Dee Nguyen
- Chrysten Zenoni

### Duração do elenco
| Membros  | 17.ª temporada | 17.ª temporada | 17.ª temporada | 17.ª temporada | 17.ª temporada | 17.ª temporada | 17.ª temporada | 17.ª temporada | 17.ª temporada | 17.ª temporada | 17.ª temporada | 17.ª temporada |  |
| Membros  | 1              | 2              | 3              | 4              | 5              | 6              | 7              | 8              | 9              | 10             | 11             | 12             |  |
| Abbie    |                |                |                |                |                |                |                |                |                |                |                |                |  |
| Adam     |                |                |                |                |                |                |                |                |                |                |                |                |  |
| Alex     |                |                |                |                |                |                |                |                |                |                |                |                |  |
| Chloe    |                |                |                |                |                |                |                |                |                |                |                |                |  |
| Chrysten |                |                |                |                |                |                |                |                |                |                |                |                |  |
| Dee      |                |                |                |                |                |                |                |                |                |                |                |                |  |
| Grant    |                |                |                |                |                |                |                |                |                |                |                |                |  |
| Holly    |                |                |                |                |                |                |                |                |                |                |                |                |  |
| Nathan   |                |                |                |                |                |                |                |                |                |                |                |                |  |
| Nick     |                |                |                |                |                |                |                |                |                |                |                |                |  |
| Sam      |                |                |                |                |                |                |                |                |                |                |                |                |  |
| Sophie   |                |                |                |                |                |                |                |                |                |                |                |                |  |
| -------- | -------------- | -------------- | -------------- | -------------- | -------------- | -------------- | -------------- | -------------- | -------------- | -------------- | -------------- | -------------- |  |

     = "Membro" é destaque neste episódio.
     = "Membro" chega na casa.
     = "Membro" sai voluntariamente da casa.
     = "Membro" sai e retorna para a casa no mesmo episódio.
     = "Membro" é removido da casa.
     = "Membro" volta para a casa.
     = "Membro" aparece neste episódio, mas está fora da casa.
     = "Membro" deixa a série.
     = "Membro" retorna para a série.
     = "Membro" é removido da série.
     = "Membro" não aparece neste episódio.
     = "Membro" não é oficialmente um membro do elenco neste episódio.

## Episódios
| No. na série | No. na temporada | Título      | Transmissão original | Duração    | Visualizações no UK |
| ------------ | ---------------- | ----------- | -------------------- | ---------- | ------------------- |
| 144          | 1                | Episódio 1  | 15 de maio de 2018   | 60 minutos | 446,000             |
| 145          | 2                | Episódio 2  | 22 de maio de 2018   | 60 minutos | 479,000             |
| 146          | 3                | Episódio 3  | 29 de maio de 2018   | 60 minutos | 468,000             |
| 147          | 4                | Episódio 4  | 5 de junho de 2018   | 60 minutos | 540,000             |
| 148          | 5                | Episódio 5  | 12 de junho de 2018  | 60 minutos | 489,000             |
| 149          | 6                | Episódio 6  | 19 de junho de 2018  | 60 minutos | 450,000             |
| 150          | 7                | Episódio 7  | 26 de junho de 2018  | 60 minutos | 463,000             |
| 151          | 8                | Episódio 8  | 3 de julho de 2018   | 60 minutos | 517,000             |
| 152          | 9                | Episódio 9  | 10 de julho de 2018  | 60 minutos | 433,000             |
| 153          | 10               | Episódio 10 | 17 de julho de 2018  | 60 minutos | 426,000             |
| 154          | 11               | Episódio 11 | 24 de julho de 2018  | 60 minutos | ASA                 |
| 155          | 12               | Episódio 12 | 31 de julho de 2018  | 60 minutos | ASA                 |

## Classificação
| Episódio    | Data                | Classificação oficial da MTV | Ranking semanal da MTV | Classificação oficial da MTV+1 | Total de telespectadores da MTV |
| ----------- | ------------------- | ---------------------------- | ---------------------- | ------------------------------ | ------------------------------- |
| Episódio 1  | 15 de maio de 2018  | 433,000                      | 1                      | 13,000                         | 446,000                         |
| Episódio 2  | 22 de maio de 2018  | 466,000                      | 1                      | 13,000                         | 479,000                         |
| Episódio 3  | 29 de maio de 2018  | 462,000                      | 1                      | 6,000                          | 468,000                         |
| Episódio 4  | 5 de junho de 2018  | 528,000                      | 1                      | 12,000                         | 540,000                         |
| Episódio 5  | 12 de junho de 2018 | 476,000                      | 1                      | 13,000                         | 489,000                         |
| Episódio 6  | 19 de junho de 2018 | 430,000                      | 1                      | 20,000                         | 450,000                         |
| Episódio 7  | 26 de junho de 2018 | 442,000                      | 1                      | 21,000                         | 463,000                         |
| Episódio 8  | 3 de julho de 2018  | 497,000                      | 1                      | 20,000                         | 517,000                         |
| Episódio 9  | 10 de julho de 2018 | 427,000                      | 1                      | 6,000                          | 433,000                         |
| Episódio 10 | 17 de julho de 2018 | 416,000                      | 1                      | 10,000                         | 426,000                         |
| Episódio 11 | 24 de julho de 2018 |                              |                        |                                |                                 |
| Episódio 12 | 31 de julho de 2018 |                              |                        |                                |                                 |